# Дзюбан Максим Мирославович

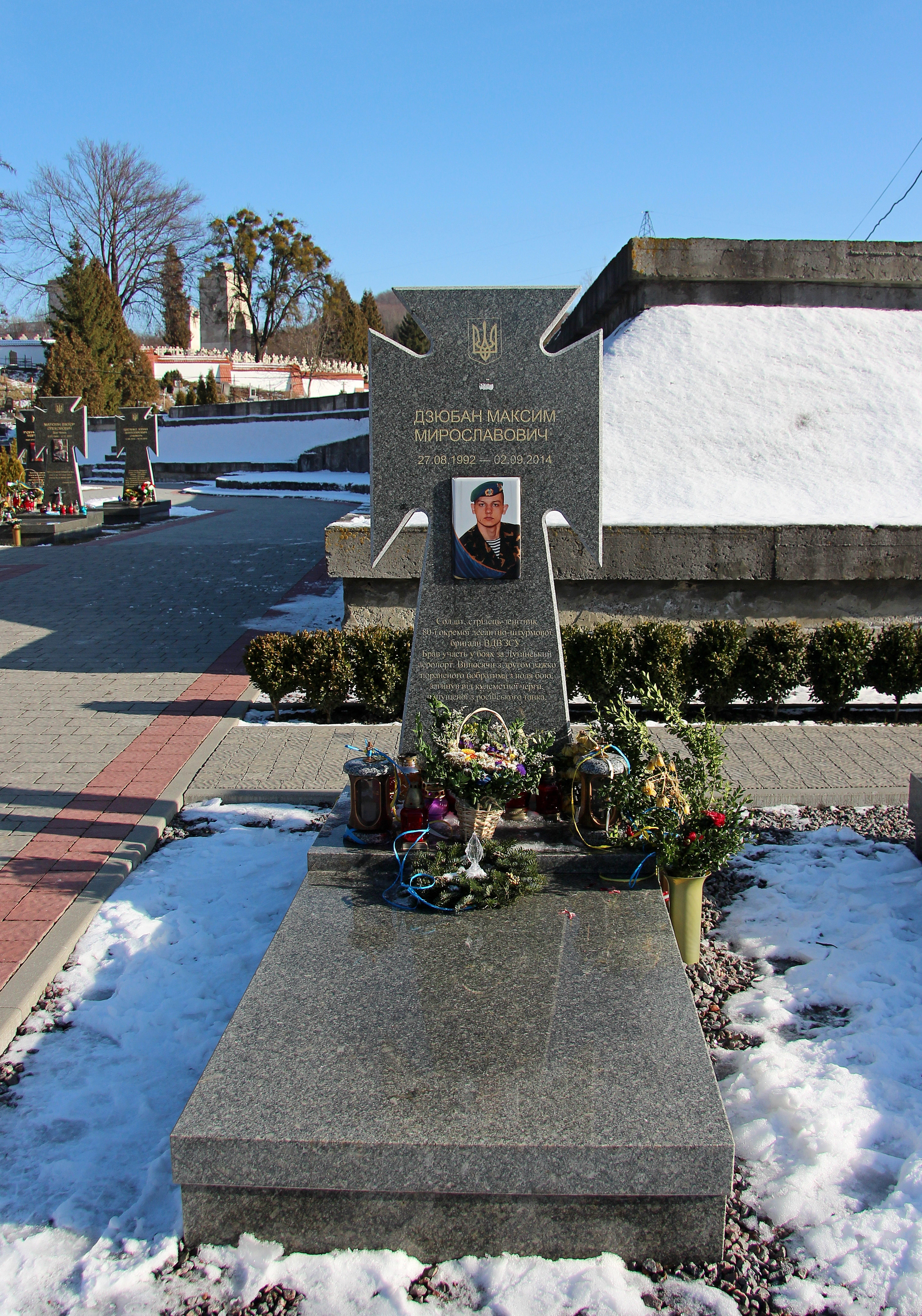

Макси́м Миросла́вович Дзю́бан (нар. 27 серпня 1992, Львів, Україна — 31 серпня 2014, Луганський аеропорт, Луганськ, Україна) — солдат Збройних сил України, учасник війни на сході України (80-та окрема десантно-штурмова бригада).

## Життєпис
Народився 1992 року у місті Львів. Здобув середню освіту у львівській ЗОШ № 60. Навчався у Львівській філії Київського національного університету культури і мистецтв, спеціальність — туризм.
Призваний за мобілізацією навесні 2014 року; стрілець-зенітник зенітно-ракетного взводу 1-ї роти 80-ї окремої аеромобільної бригади.
Загинув у бою біля луганського летовища. З 31 серпня з Максимом втрачено зв'язок. Терористи не дали одразу забрати тіло з поля бою, телефонували з його телефону рідним. Тіла Максима Дзюбана, Євгена Іванова, Миколи Кльоба, Назарія Попадика та Сергія Тимощука були доставлені до моргу міста Лутугине — на території, захопленій терористами та російськими військовими.
16 жовтня 2014 року тіла 5-ти загиблих десантників були вивезені з Лутугиного представниками Цивільно-військового співробітництва Міністерства оборони України та доставлені до Дніпропетровська.
Упізнаний за експертизою ДНК серед похованих під Дніпропетровськом невідомих героїв АТО. Парастас за загиблим Героєм відбувся у п'ятницю, 25 березня 2016 року, у передпоховальній каплиці, що по вул. Пекарській. 26 березня 2016 року, у гарнізонному храмі святих апостолів Петра і Павла відбулася прощальна панахида. Траурна процесія рушила центром міста від гарнізонного храму до Личаківського цвинтаря, де відбулося перепоховання Героя на полі почесних поховань № 76.
Без Максима лишились батьки.

## Нагороди та вшанування
За особисту мужність і героїзм, виявлені у захисті державного суверенітету та територіальної цілісності України, вірність військовій присязі під час російсько-української війни, відзначений — нагороджений
- 3 лютого 2017 року — орденом «За мужність» III ступеня (посмертно)[4]
- нагрудний знак «За оборону Луганського аеропорту» (посмертно)
- згідно рішення виконкому ЛМР учасник АТО Максим Дзюбан вшанований меморіальною табличкою, яка була встановлена на фасаді будівлі Львівської середньої загальноосвітньої школи № 60 (вул. Полтави, 32), у якій він навчався[5]. Освячення та відкриття меморіальної таблиці герою українсько-російської війни відбулося у лютому 2016 р..
- Його портрет розміщений на меморіалі «Стіна пам'яті полеглих за Україну» у Києві: секція 4, ряд 5, місце 4
- Вшановується 31 серпня на щоденному ранковому церемоніалі вшанування українських захисників, які загинули цього дня у різні роки внаслідок російської збройної агресії[6]